# Nazionale maschile di pallamano della Cina
La nazionale di pallamano maschile della Cina è la rappresentativa di pallamano maschile della Cina e rappresenta la Cina nelle varie competizioni ufficiali o amichevoli internazionali riservate a squadre nazionali.

## Competizioni principali

### Olimpiadi
- 2008: 12º posto

### Mondiali
- 1997: 20º posto
- 1999: 20º posto

### Giochi asiatici
- 1982:  1º posto
- 1986:  2º posto
- 1990: 4º posto
- 1994:  3º posto
- 1998: 6º posto
- 2002: 7º posto
- 2006: 11º posto
- 2010: 7º posto
- 2014: 10º posto

### Campionati asiatici
- 1977:  3º posto
- 1979:  2º posto
- 1987: 4º posto
- 1989: 4º posto
- 1991:  3º posto
- 1993: 5º posto
- 1995: 5º posto
- 2000:  2º posto
- 2006: 8º posto
- 2008: 7º posto
- 2010: 9º posto
- 2014: 11º posto
- 2016: 9º posto
- 2018: 9º posto